# Videogioco incrementale
I videogiochi incrementali, anche conosciuti come idle (lett. "per pigri"), o clicker (lett. "da cliccare"), sono un tipo di videogioco in cui l'interazione principale è composta dal cliccare un oggetto sullo schermo per superare il numero di click richiesto dalla sfida: così facendo, si ottiene valuta di gioco con cui comprare potenziamenti per superare più velocemente le sfide. Hanno una grande enfasi sul grinding, sul tenere il gioco sempre attivo, e sulla rigiocabilità.

## Storia
Gli idle sono nati nel primo decennio del XXI secolo su portali per giochi in Flash anglofoni, quali Newgrounds e Kongregate, e divennero noti al grande pubblico grazie al successo di giochi che incorporavano queste meccaniche su Facebook, come FarmVille e Cow Clicker, parodia del genere. Acquisirono però popolarità come genere a sé solo in seguito, come videogiochi per browser grazie a Cookie Clicker. È uno dei generi di videogiochi più popolari per mobile.

## Modalità di gioco
I videogiochi incrementali iniziano con una sfida da superare facilmente, cliccando sopra l'elemento richiesto: dopo la prima, ne seguono altre in maniera costante e dalla "difficoltà" incrementale, che richiedono quindi maggior tempo per essere completate. Tuttavia, col semplice click si ottengono delle monete da usare in gioco per acquistare i potenziamenti, che sono solitamente un metodo per ottenerle più velocemente o una meccanica che permette di guadagnare un certo numero di esse, o click automatici, al secondo: pertanto, con i potenziamenti riscattati, è o possibile arrivare ai numeri richiesti con più facilità o, lasciando aperto senza però seguirlo, ottenere monete o punteggio passivamente per completare gli obiettivi: si supereranno così sfide che richiedono sempre un maggior numero di click o monete ottimizzando i tempi. Col passare del tempo, aumenteranno i tipi di sfide e il numero di oggetti, o risorse, su cui cliccare: gli idle a questo punto assumeranno un aspetto manageriale, in cui spetta al giocatore decidere dove cliccare o quale potenziamento acquistare per avanzare o automatizzare una data risorsa.
I clicker possono o durare all'infinito, con nuove sfide aggiunte dagli sviluppatori, o arrivare alla fine e offrire la possibilità di ricominciare il gioco mantenendo però i potenziamenti acquistati: questa strategia è più comune per gli idle che offrono diverse ricompense riscattabili con la moneta di gioco, non tutte ottenibili in una partita sola. In alcuni videogiochi incrementali, alcuni di questi potenziamenti possono essere ottenuti solo seguendo una certa strada in gioco o utilizzando in un certo modo le risorse acquistate.

## Diffusione
Gli idle sono molto popolari come videogiochi per browser o titoli scaricabili su PC e su dispositivi mobili, e sono spesso liberamente scaricabili e monetizzati, soprattutto quelli per mobile, tramite meccaniche free-to-play.